# Hoa hậu Hoàn vũ 1966
Hoa hậu Hoàn vũ 1966 là cuộc thi Hoa hậu Hoàn vũ lần thứ 15 được tổ chức vào ngày 16 tháng 7 năm 1966 tại Nhà hát Thính phòng Miami Beach ở Miami Beach, Florida, Hoa Kỳ. Cuộc thi có 58 thí sinh tham gia với chiến thắng thuộc về người đẹp Margareta Arvidsson đến từ Thụy Điển và được trao vương miện bởi Hoa hậu Hoàn vũ 1965 Apasra Hongsakula đến từ Thái Lan.

## Kết quả

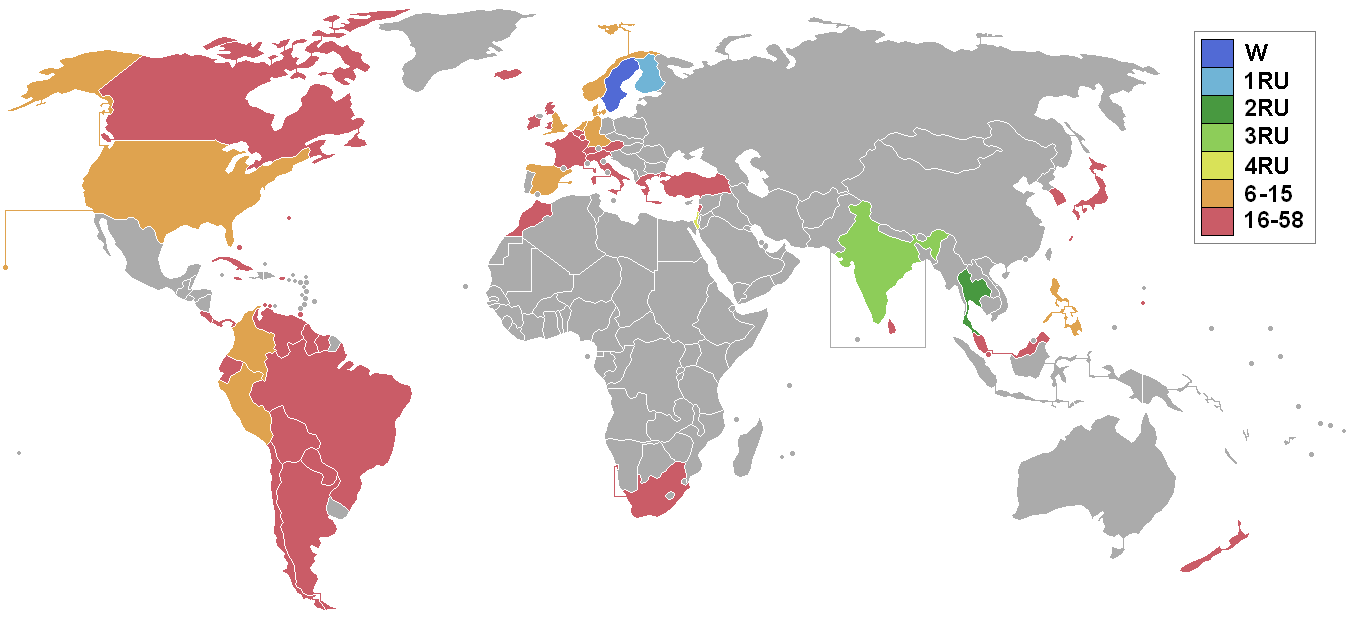
Các quốc gia và vùng lãnh thổ tham gia Hoa hậu Hoàn vũ 1966 và kết quả.

### Thứ hạng
| Kết quả              | Thí sinh |
| -------------------- | --- |
| Hoa hậu Hoàn vũ 1966 | - Thụy Điển – Margareta Arvidsson |
| Á hậu 1              | - Phần Lan – Satu Charlotta Östring |
| Á hậu 2              | - Thái Lan – Cheranand Savetanand |
| Á hậu 3              | - Ấn Độ – Yasmin Daji |
| Á hậu 4              | - Israel – Aviva Israeli |
| Top 15               | - Colombia – Edna Rudd Lucena - Đan Mạch – Gitte Fleinert - Anh – Janice Whiteman - Đức – Marion Heinrich - Hà Lan – Margo Domen - Na Uy – Siri Gro Nilsson - Perú – Madeline Hartog-Bel - Philippines – Maria Clarinda Soriano - Tây Ban Nha – Paquita Torres - Hoa Kỳ – Maria Remenyi |

## Các giải thưởng đặc biệt
| Giải thưởng                 | Thí sinh                                                     |
| --------------------------- | ------------------------------------------------------------ |
| Hoa hậu Thân thiện          | - Curaçao – Elizabeth Sanchez - Tây Ban Nha – Paquita Torres |
| Hoa hậu Ảnh                 | - Thụy Điển – Margareta Arvidsson                            |
| Trang phục dân tộc đẹp nhất | - Israel – Aviva Israeli                                     |

## Hội đồng giám khảo
- Sigmar Bernadotte
- Anthony Delano
- Felipe Hilsman
- Dong Kingman – Nghệ sĩ người Mỹ gốc Hoa
- Suki Nemanhaman
- Earl Wilson – Nhà báo người Mỹ
- Armi Kuusela – Hoa hậu Hoàn vũ 1952 đến từ Phần Lan

## Thí sinh tham gia

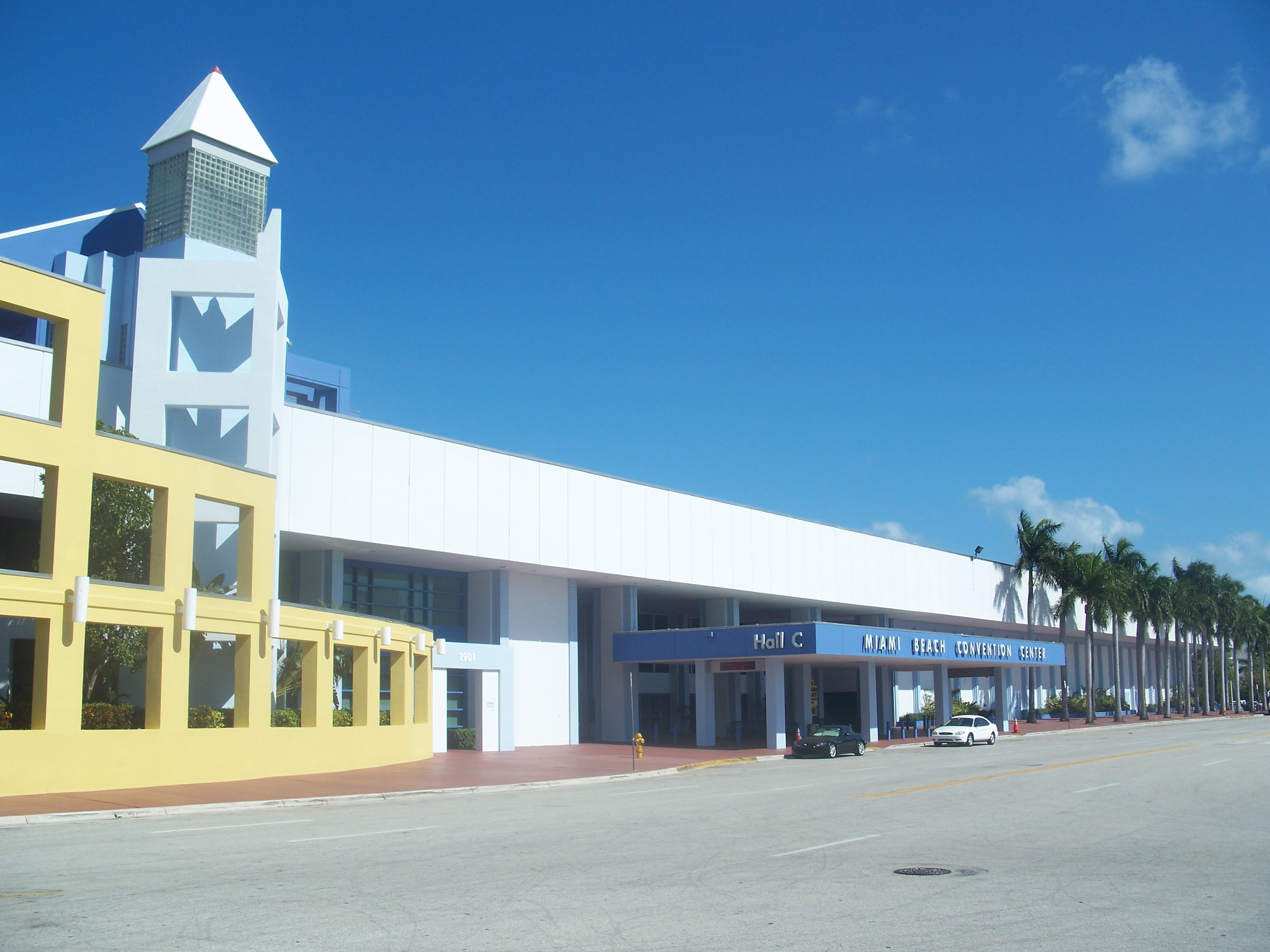
Nhà hát Thính phòng Miami Beach, địa điểm chính thức diễn ra cuộc thi Hoa hậu Hoàn vũ 1966.

Cuộc thi có tổng cộng 58 thí sinh tham gia:
| Quốc gia/Lãnh thổ  | Thí sinh                        |
| ------------------ | ------------------------------- |
| Argentina          | Elba Beatriz Baso               |
| Aruba              | Sandra Fang                     |
| Áo                 | Renate Polacek                  |
| Bahamas            | Sandra Zoe Jarrett              |
| Bỉ                 | Mireille De Man                 |
| Bermuda            | Marie Clarissa Trott            |
| Bolivia            | María Elena Borda               |
| Brazil             | Ana Cristina Ridzi †            |
| Canada             | Marjorie Anne Schofield         |
| Ceylon             | Lorraine Roosmalecocq           |
| Chile              | Stella Dunnage Roberts          |
| Colombia           | Edna Margarita Rudd Lucena      |
| Costa Rica         | María Virginia Oreamuno         |
| Cuba               | Lesbia Murrieta                 |
| Curaçao            | Elizabeth Sanchez               |
| Đan Mạch           | Gitte Fleinert                  |
| Ecuador            | Martha Cecilia Andrade Alominia |
| Anh                | Janice Carol Whiteman           |
| Phần Lan           | Satu Charlotta Ostring          |
| Pháp               | Michele Boule                   |
| Đức                | Marion Heinrich                 |
| Hy Lạp             | Katia Balafouta                 |
| Guam               | Barbara Jean Perez              |
| Guyana             | Umblita Van Sluytman †          |
| Hà Lan             | Margo Isabelle Domen            |
| Iceland            | Erla Traustadóttir              |
| Ấn Độ              | Yasmin Daji                     |
| Ireland            | Gladys Waller                   |
| Israel             | Aviva Israeli                   |
| Ý                  | Paola Bossalino                 |
| Jamaica            | Beverly Savory                  |
| Nhật Bản           | Atsumi Ikeno                    |
| Hàn Quốc           | Yoon Gui-young                  |
| Liban              | Yolla Georges Harb              |
| Luxembourg         | Gigi Antinori                   |
| Malaysia           | Helen Lee                       |
| Maroc              | Joelle Lesage                   |
| New Zealand        | Heather Gettings                |
| Na Uy              | Siri Gro Nilsen                 |
| Okinawa            | Yoneko Kiyan                    |
| Panama             | Dionisia Broce                  |
| Paraguay           | Mirtha Martínez Sarubbi         |
| Perú               | Madeline Hartog-Bel             |
| Philippines        | Maria Clarinda Garces Soriano   |
| Puerto Rico        | Carol Barajadas                 |
| Scotland           | Linda Ann Lees                  |
| Singapore          | Margaret Van Meel               |
| Nam Phi            | Lynn Carol De Jager             |
| Tây Ban Nha        | Paquita Torres Pérez            |
| Suriname           | Joyce Magda Leysner             |
| Thụy Điển          | Margareta Arvidsson             |
| Thụy Sĩ            | Hedy Frick                      |
| Thái Lan           | Jeeranun Savettanun             |
| Trinidad và Tobago | Kathleen Hares                  |
| Thổ Nhĩ Kỳ         | Nilgun Arslaner                 |
| Hoa Kỳ             | Maria Judith Remenyi            |
| Venezuela          | Magally Beatriz Castro Egui     |
| Wales              | Christine Heller                |

## Chú ý

### Lần đầu tham gia
- Guam
- Guyana

### Trở lại
| - Lần cuối tham gia vào năm 1962: - Liban - Singapore - Lần cuối tham gia vào năm 1963: - Maroc | - Lần cuối tham gia vào năm 1964: - Argentina - Suriname - Trinidad và Tobago (với tư cách là Trinidad) |

### Bỏ cuộc
- Úc
- Guiana (Anh)
- Chile
- Cộng hòa Dominica
- Hồng Kông
- Mexico
- Bồ Đào Nha
- Tunisia
- Uruguay